# Yassıca
Yassıca (tur. Yassıca Ada, doslovno, "ravni otok") je otok u Izmirskom zaljevu, Turska. Ponekad se otok naziva i Alman Adası ("Njemački otok").
Otok je dio okruga Urla pokrajine İzmir. Udaljen je do najbliže točke na kopnu (poluotok Karaburun u Anatoliji) oko 4 km, a otok Pırnarlı je udaljen 1 km. Njegova površina je 0.25 km2.
Otok je nenaseljen. Ali općina İzmir uspostavila je rivu, plažu od 400 metara i restoran na južnom dijelu otoka. Štoviše, İzdeniz (prijevoznička tvrtka općine İzmir) upravlja redovitim trajektnim linijama od terminala Konak i Karşıyaka do otoka. Vrijeme plovidbe do otoka Yassıca je oko 1,5 sati.